# Josef Liesler

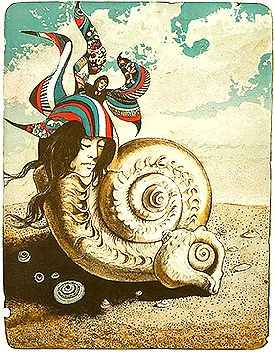
kresba od Josefa Lieslera

Josef Liesler (19. září 1912, Vidolice u Kadaně – 23. srpna 2005, Praha) byl český malíř, grafik a ilustrátor.

## Život
Absolvoval ČVUT, fakultu architektury a pozemního stavitelství, obor kresba (profesoři Cyril Bouda, Oldřich Blažíček, Josef Sejpka).
Mezi lety 1938–1941 působil jako člen výtvarné skupiny Sedm v říjnu. V letech 1942–1948 byl členem SVU Mánes, roku 1945 se stal členem SČUG Hollar, roku 1958 zakládal Skupinu 58, později byl také členem výtvarné skupiny Radar. Byl též členem Královské belgické akademie a nositelem světových i našich cen a uznání v oboru umělecké poštovní známky. Za jednu ze svých poštovních známek (Hydrologická dekáda) získal také cenu UNESCO pro nejkrásnější známku roku. Od roku 1969 byl zasloužilým umělcem. Prezident Václav Klaus mu udělil roku 2003 Medaili Za zásluhy druhého stupně. Zemřel ve věku 92 let.

## Dílo
Josef Liesler měl svůj vlastní a osobitý malířský styl. Výtvarní teoretici na jeho díle, vzniklém v průběhu sedmdesáti let, oceňují zejména univerzálnost, lehkost improvizace a výjimečnou pracovitost autora. Tato kombinace mu umožnila zasahovat do rozmanitých výtvarných oborů: malby, volné a užité grafiky, známkové tvorby, plakátu, ilustrace i monumentálního malířství, mozaiky a sgrafita.
Svá nejsilnější díla vytvořil na konci druhé světové války. Kombinoval v nich citace známých děl, například díla Francisca Goyi, Pabla Picassa, El Greca, Henri Daumiera či Salvadora Dalího, s vlastními prožitky, ironickým odstupem a humorem. V celém jeho díle je patrná výrazná inspirace surrealismem. On sám své dílo označoval jako „fantaskní realitu“. Spojoval v něm fantastické představy se vzpomínkami, současnou situaci s historickou pamětí. Maloval apokalyptické obrazy monster a fantomů, strojů a srostlých lidí, bestií a zrůd, které ohrožují člověka.

## Výstavy

### Samostatné výstavy (výběr)
- 1944 Praha, S. V. U. Mánes
- 1948 Praha, S. V. U. Mánes
- 1959 Praha, Galerie Václava Špály
- 1978 Bratislava, Mestská galéria
- 1978 Mnichovo Hradiště, státní zámek
- 1984 Bochum, Stadtgalerie
- 1985 Praha, Galerie Fronta
- 1987 Karlovy Vary, Galerie
- 1988 Praha, S. V. U. Mánes
- 1989 Dortmund, Museum in Ostwall
- 1993 Kadaň, Zámek Kadaň
- 1996 Praha, Galerie Portheimka
- 2019 Poděbrady, Galerie Ludvíka Kuby Poděbrady, Josef Liesler: Fantaskní realita[2]

### Kolektivní výstavy (výběr)
- 1939 Praha, Topičův salon, Sedm v říjnu
- 1940 Praha, Topičův salon, Sedm v říjnu
- 1941 Praha, Topičův salon, Sedm v říjnu
- od 1942 výstavy s SVU Mánes
- od 1945 výstavy s SČUG Hollar
- 1946 Paříž, Brusel, Antverpy, Art tchécoslovaque 38–46
- od 1958 výstavy se Skupinou 58
- 1958, 1960, 1962, 1964 Benátky, Biennale di Venezia
- 1968 Nelahozeves, Středočeská galerie
- 1974 Praha, Středočeská galerie
- 1976 Řím, Česká grafika
- 1979 Liberec, Oblastní galerie
- 1979 Praha, Národní galerie
- 1981 Florencie, Autoritratti de Novecento per ugli Ufifizi
- 1981, 1982 Basilej, Art Basel
- 1984 Terezín, Památník Terezín
- 2010 Praha, Galerie S.V. U. Mánes Diamant [2]